# 1937 w muzyce
Wydarzenia muzyczne w 1937 roku.

## Urodzili się
- 3 stycznia
  - Tania Aszot-Harutunian, irańska pianistka; laureatka III nagrody na VI Międzynarodowym Konkursie Pianistycznym im. Fryderyka Chopina (zm. 2022)
  - Zygmunt Konieczny, polski kompozytor muzyki teatralnej i muzyki filmowej
- 4 stycznia – Grace Bumbry, amerykańska śpiewaczka operowa (mezzosopran) (zm. 2023)
- 5 stycznia – Harry Pearson, amerykański dziennikarz i audiofil, założyciel pisma „The Absolute Sound” (zm. 2014)
- 6 stycznia
  - Paolo Conte, włoski kompozytor i śpiewający autor
  - Doris Troy, amerykańska piosenkarka i autorka tekstów piosenek (zm. 2004)
- 8 stycznia – Shirley Bassey, brytyjska piosenkarka
- 12 stycznia – Marian Sawa, polski kompozytor, organista, improwizator, muzykolog, pedagog (zm. 2005)
- 13 stycznia – Milka Stojanović, serbska śpiewaczka operowa (sopran) (zm. 2023)
- 14 stycznia – Alfred Paszak, polski muzyk, dyrygent i kierownik artystyczny chórów, kontrabasista (zm. 2017)
- 16 stycznia – Kenneth Woollam, angielski śpiewak operowy (tenor) (zm. 2020)
- 18 stycznia – David Wulstan, angielski pedagog muzyczny, dyrygent chóru; współzałożyciel The Tallis Scholars (zm. 2017)
- 21 stycznia – Zbigniew Bargielski, polski kompozytor
- 22 stycznia – Al Kasha, amerykański kompozytor muzyki filmowej (zm. 2020)
- 27 stycznia – Buddy Emmons, amerykański muzyk grający na elektrycznej gitarze hawajskiej (zm. 2015)
- 28 stycznia
  - Malcolm Cecil, brytyjski basista jazzowy, producent nagrań, inżynier i twórca muzyki elektronicznej (zm. 2021)
  - Marek Dagnan, polski literat, poeta, prozaik i autor tekstów piosenek (zm. 2016)
- 30 stycznia – Bohdan Riemer, polski kompozytor muzyki poważnej, pedagog
- 31 stycznia
  - Philip Glass, amerykański kompozytor, minimalista
  - Pierre Papadiamandis, francuski pianista i kompozytor (zm. 2022)
- 1 lutego
  - Vaclovas Daunoras, litewski śpiewak operowy (bas) (zm. 2020)
  - Don Everly, amerykański muzyk country i rock and roll, piosenkarz i gitarzysta duetu The Everly Brothers (zm. 2021)
  - Ray Sawyer, amerykański piosenkarz, gitarzysta i perkusjonista rockowy, muzyk zespołu Dr. Hook & the Medicine Show (zm. 2018)
- 2 lutego
  - Martina Arroyo, amerykańska śpiewaczka operowa (sopran)
  - Tom Smothers, amerykański komik, aktor, kompozytor i muzyk (zm. 2023)
  - Lucjan Woźniak, polski pianista i grający na banjo gitarzysta jazzowy, członek zespołów Flamingo oraz Rama 111 (zm. 2023)
- 3 lutego – Bobby Durham, amerykański perkusista jazzowy (zm. 2008)
- 6 lutego – Wiesław Ochman, polski śpiewak operowy (tenor liryczny)
- 7 lutego – Svante Thuresson, szwedzki muzyk jazzowy (zm. 2021)
- 9 lutego
  - Hildegard Behrens, niemiecka śpiewaczka operowa (sopran dramatyczny) (zm. 2009)
  - Len Skeat, brytyjski kontrabasista jazzowy (zm. 2021)
- 10 lutego – Roberta Flack, amerykańska piosenkarka jazzowa, soulowa i folkowa (zm. 2025)
- 11 lutego
  - Maciej Kossowski, polski piosenkarz, trębacz i kompozytor (zm. 2022)
  - Brian Lemon, brytyjski pianista jazzowy (zm. 2014)
- 13 lutego – Anna Malewicz-Madey, polska śpiewaczka operowa (mezzosopran)
- 15 lutego
  - Fausto Cigliano, włoski piosenkarz, gitarzysta i aktor (zm. 2022)
  - Nathan Davis, amerykański saksofonista, klarnecista i flecista jazzowy (zm. 2018)
  - Zoltán Peskó, węgierski kompozytor i dyrygent (zm. 2020)
- 20 lutego
  - Johnny Dorelli, właśc. Giorgio Guidi, włoski piosenkarz, aktor i prezenter telewizyjny, dwukrotny zwycięzca Festiwalu Piosenki Włoskiej w San Remo (1958 i 1959)
  - Nancy Wilson, amerykańska wokalistka jazzowa (zm. 2018)
- 22 lutego – Dubravko Detoni, chorwacki kompozytor i pianista
- 24 lutego – Joseph Flummerfelt, amerykański dyrygent chóru (zm. 2019)
- 27 lutego – David Ackles, amerykański piosenkarz, kompozytor, autor tekstów piosenek, także scenarzysta i dramaturg (zm. 1999)
- 1 marca
  - Eugen Doga, radziecki i mołdawski kompozytor (zm. 2025)
  - Jimmy Little, aborygeński muzyk, kompozytor, gitarzysta i wokalista (zm. 2012)
- 4 marca – Nina Beilina, rosyjska skrzypaczka (zm. 2018)
- 5 marca – Carol Sloane, amerykańska wokalistka jazzowa (zm. 2023)
- 6 marca
  - Doug Dillard, amerykański muzyk country rock i bluegrass, wirtuoz banjo (zm. 2012)
  - Paul Méfano, francuski kompozytor i dyrygent (zm. 2020)
- 7 marca – Józef Maślanka, polski muzyk i tancerz ludowy, folklorysta, budowniczy instrumentów tradycyjnych (zm. 2020)
- 8 marca
  - Zofia Helman, polska muzykolog, honorowy członek Związku Kompozytorów Polskich
  - Ray Singleton, amerykańska wokalistka, producentka i autorka tekstów piosenek (zm. 2016)
- 9 marca – Azio Corghi, włoski kompozytor, pedagog i muzykolog (zm. 2022)
- 10 marca – Alfred Janson, norweski kompozytor i pianista (zm. 2019)
- 13 marca – Gert Hofbauer, austriacki trębacz i dyrygent (zm. 2017)
- 19 marca
  - Gil Friesen, amerykański promotor muzyczny i filmowy (zm. 2012)
  - Clarence Henry, amerykański piosenkarz i pianista R&B (zm. 2024)
  - Mike Longo, amerykański pianista i kompozytor jazzowy (zm. 2020)
- 20 marca
  - Jerry Reed, amerykański gitarzysta i aktor (zm. 2008)
  - Eddie Shaw, amerykański saksofonista bluesowy (zm. 2018)
- 22 marca
  - Angelo Badalamenti, amerykański kompozytor muzyki filmowej (zm. 2022)
  - Jon Hassell, amerykański trębacz i kompozytor (zm. 2021)
- 23 marca – Stamatis Kokotas, grecki piosenkarz (zm. 2022)
- 24 marca – Benjamin Luxon, angielski śpiewak operowy (baryton) (zm. 2024)
- 27 marca – Alan Hawkshaw, brytyjski kompozytor (zm. 2021)
- 30 marca – Austin John Marshall, angielski producent muzyczny, autor tekstów, poeta i rysownik (zm. 2013)
- 3 kwietnia – Bernard Wojciechowski, polski animator życia muzycznego, nauczyciel i dyrygent, Honorowy Obywatel Miasta Piły (zm. 2020)
- 6 kwietnia
  - Merle Haggard, amerykański tekściarz, wokalista, gitarzysta i skrzypek country (zm. 2016)
  - Memo Morales, wenezuelski piosenkarz (zm. 2017)
- 7 kwietnia – Charlie Thomas, amerykański piosenkarz R&B (zm. 2023)
- 10 kwietnia – Karel Štědrý, czeski piosenkarz, aktor i prezenter (zm. 2017)
- 16 kwietnia – Johnny Meeks, amerykański gitarzysta i autor piosenek (zm. 2015)
- 24 kwietnia
  - Joe Henderson, amerykański saksofonista tenorowy (zm. 2001)
  - Dick Kniss, amerykański basista grupy Peter, Paul and Mary (zm. 2012)
  - Barbara Świątek-Żelazna, polska flecistka, profesor sztuki
- 26 kwietnia – Jan Pietrzak, polski satyryk, aktor, monologista, autor i wykonawca licznych piosenek
- 28 kwietnia – Jean Redpath, szkocka piosenkarka folkowa (zm. 2014)
- 1 maja
  - Agim Krajka, albański kompozytor i pianista (zm. 2021)
  - Bo Nilsson, szwedzki kompozytor (zm. 2018)
- 4 maja
  - Ron Carter, amerykański kontrabasista jazzowy
  - Dick Dale, amerykański gitarzysta rockowy (zm. 2019)
- 5 maja – Stephen Simon, amerykański dyrygent (zm. 2013)
- 8 maja – Hanna Rek, polska piosenkarka (zm. 2020)
- 10 maja – Mike Melvoin, amerykański pianista jazzowy, kompozytor (zm. 2012)
- 11 maja – Zygmunt Zgraja, polski wirtuoz harmonijki ustnej, aranżer, kompozytor; lider Trio Con Brio
- 12 maja – Bob Montgomery, amerykański piosenkarz, autor tekstów, producent muzyczny i wydawca (zm. 2014)
- 13 maja – Trini Lopez, amerykańsko-meksykański piosenkarz i gitarzysta (zm. 2020)
- 14 maja – Vic Flick, właśc. Victor Harold Flick, brytyjski gitarzysta, kompozytor, muzyk sesyjny (zm. 2024)
- 18 maja – Fran Jeffries, amerykańska piosenkarka, tancerka, aktorka i modelka (zm. 2016)
- 21 maja – John Barstow, angielski pianista i pedagog muzyczny (zm. 2024)
- 22 maja
  - Karol Beare, brytyjski lutnik (zm. 2025)
  - Facundo Cabral, argentyński piosenkarz folkowy (zm. 2011)
  - Guy Marchand, francuski piosenkarz i aktor (zm. 2023)
- 24 maja
  - Archie Shepp, amerykański saksofonista jazzowy
  - Benone Sinulescu, rumuński piosenkarz (zm. 2021)
- 29 maja – Irmin Schmidt, niemiecki muzyk i kompozytor, współzałożyciel zespołu Can
- 1 czerwca – Lusine Zakarian, radziecka i ormiańska śpiewaczka operowa (sopran) (zm. 1992)
- 3 czerwca – Grachan Moncur III, amerykański puzonista i kompozytor jazzowy (zm. 2022)
- 4 czerwca – Freddy Fender, amerykański wokalista country, laureat nagrody Grammy (zm. 2006)
- 5 czerwca – David Corrêa, brazylijski piosenkarz i autor piosenek z gatunków samba i pagode (zm. 2020)
- 7 czerwca – Neeme Järvi, amerykański dyrygent pochodzenia estońskiego
- 9 czerwca – Tadeusz Grudziński, polski dyrygent i kierownik orkiestr (zm. 2016)
- 12 czerwca – Chips Moman, amerykański producent muzyczny, gitarzysta i autor tekstów (zm. 2016)
- 13 czerwca – Alla Joszpe, rosyjska piosenkarka, Ludowy Artysta Federacji Rosyjskiej (zm. 2021)
- 15 czerwca – Waylon Jennings, amerykański piosenkarz i gitarzysta country (zm. 2002)
- 23 czerwca
  - Stanisław Dąbrowski, polski muzyk; dyrygent, kompozytor (zm. 2005)
  - Niki Sullivan, amerykański gitarzysta rockowy (zm. 2004)
- 25 czerwca – Baron Wolman, amerykański fotograf muzyków rockowych, znany z pracy w magazynie „Rolling Stone” (zm. 2020)
- 6 lipca
  - Władimir Aszkenazi, rosyjski pianista i dyrygent
  - Jan Welmers, holenderski kompozytor i organista (zm. 2022)
- 11 lipca – Jeannette Pilou, grecka śpiewaczka operowa (sopran) (zm. 2020)
- 12 lipca
  - Aron Aronow, bułgarski śpiewak operowy (tenor) (zm. 2022)
  - Jan Cebula, polski muzyk ludowy, laureat nagrody im. Oskara Kolberga (zm. 2019)
  - Michel Louvain, kanadyjski piosenkarz (zm. 2021)
  - Guy Woolfenden, angielski kompozytor i dyrygent (zm. 2016)
- 15 lipca – Henryk Czyżewski, polski kompozytor, teoretyk muzyki i dyrygent (zm. 2023)
- 19 lipca
  - George Hamilton IV, amerykański piosenkarz country (zm. 2014)
  - Bogusław Wyrobek, polski wokalista (zm. 1997)
- 20 lipca – Wiesław Kiser, polski dyrygent, kompozytor, popularyzator muzyki i publicysta muzyczny (zm. 2008)
- 22 lipca – Chuck Jackson, amerykański piosenkarz R&B (zm. 2023)
- 31 lipca
  - Ruy Faria, brazylijski wokalista i producent muzyczny (zm. 2018)
  - Edyta Piecha, radziecka i rosyjska piosenkarka polskiego pochodzenia
- 2 sierpnia
  - Garth Hudson, kanadyjski muzyk rockowy; pianista, saksofonista i akordeonista, członek zespołu The Band (zm. 2025)
  - Gundula Janowitz, austriacka śpiewaczka (sopran liryczny)
- 6 sierpnia
  - Baden Powell de Aquino, brazylijski kompozytor i gitarzysta (zm. 2000)
  - Charlie Haden, amerykański kontrabasista jazzowy, kompozytor (zm. 2014)
- 7 sierpnia – Magic Slim, amerykański gitarzysta i wokalista bluesowy (zm. 2013)
- 8 sierpnia
  - Ivo Kuusk, estoński śpiewak operowy (tenor) (zm. 2023)
  - Bruno Lauzi, włoski piosenkarz, kompozytor, poeta, artysta kabaretowy i autor tekstów piosenek (zm. 2006)
- 11 sierpnia
  - Barbara Smith Conrad, amerykańska śpiewaczka operowa (mezzosopran) (zm. 2017)
  - Shel Talmy, amerykański producent muzyczny, autor tekstów i aranżer (zm. 2024)
- 15 sierpnia
  - Barry Booth, angielski kompozytor, dyrygent i pianista (zm. 2021)
  - Janet Mead, australijska zakonnica katolicka, piosenkarka (zm. 2022)
- 18 sierpnia – Edward Stachura, polski poeta, pisarz, pieśniarz (zm. 1979)
- 20 sierpnia – Stelvio Cipriani, włoski kompozytor muzyki filmowej (zm. 2018)
- 23 sierpnia – Joe Osborn, amerykański gitarzysta i muzyk sesyjny, związany z gatunkiem country i rockiem (zm. 2018)
- 27 sierpnia
  - Alice Coltrane, amerykańska pianistka, harfistka i kompozytorka jazzowa (zm. 2007)
  - J. D. Crowe, amerykański muzyk bluegrass, bandżysta (zm. 2021)
  - Jan Tomaszewski, polski puzonista jazzowy, kompozytor, aranżer, pedagog
- 31 sierpnia – Bobby Parker, amerykański gitarzysta blues rockowy (zm. 2013)
- 6 września – Bosse Broberg, szwedzki muzyk i trębacz jazzowy (zm. 2023)
- 7 września – Olly Wilson, amerykański kompozytor współczesnej muzyki klasycznej, pianista, kontrabasista i muzykolog (zm. 2018)
- 10 września – Tommy Overstreet, amerykański piosenkarz country (zm. 2015)
- 11 września – Iosif Kobzon, rosyjski piosenkarz (zm. 2018)
- 14 września
  - Jan Astriab, polski kompozytor i pedagog (zm. 2005)
  - Joseph Jarman, amerykański muzyk jazzowy, kompozytor i buddyjski mnich Jōdo-shinshū (zm. 2019)
- 17 września
  - Franciszek Gajb, polski pianista, pedagog muzyczny, profesor sztuk muzycznych (zm. 2006)
  - Urszula Mazurek, polska harfistka
- 19 września – Paul Siebel, amerykański piosenkarz, gitarzysta i autor piosenek (zm. 2022)
- 20 września – Monica Zetterlund, szwedzka piosenkarka i aktorka (zm. 2005)
- 24 września – Juliusz Loranc, polski kompozytor, aranżer i pianista (zm. 2016)
- 26 września – Józef Radwan, polski dyrygent, chórmistrz, organista, profesor sztuki (zm. 2009)
- 27 września – Guido Basso, kanadyjski trębacz jazzowy, flugelhornista, aranżer i kompozytor (zm. 2023)
- 29 września – Joe „Guitar” Hughes, amerykański muzyk bluesowy (zm. 2003)
- 30 września – Wałentyn Silwestrow, ukraiński pianista i kompozytor
- 3 października – Ton de Kruyf, holenderski kompozytor (zm. 2012)
- 4 października – Urszula Trawińska-Moroz, polska śpiewaczka operowa (sopran koloraturowy) (zm. 2025)
- 5 października
  - Carlo Mastrangelo, amerykański piosenkarz (zm. 2016)
  - Abi Ofarim, izraelski piosenkarz, gitarzysta, producent muzyczny, tancerz i choreograf (zm. 2018)
- 6 października
  - Bojan Bujić, brytyjski muzykolog pochodzenia chorwackiego (zm. 2024)
  - Harry Jeske, niemiecki gitarzysta basowy, muzyk zespołu Puhdys (zm. 2020)
- 16 października – Emile Ford, brytyjski piosenkarz (zm. 2016)
- 18 października – Catarina Ligendza, szwedzka śpiewaczka operowa (sopran)
- 19 października – Jonas Gwangwa, południowoafrykański muzyk jazzowy (zm. 2021)
- 20 października – Wanda Jackson, amerykańska piosenkarka
- 23 października – Yvonne Staples, amerykańska piosenkarka rytm and blues, członkini zespołu The Staple Singers (zm. 2018)
- 25 października – Éva Tordai, węgierska śpiewaczka operowa (sopran) (zm. 2021)
- 28 października – Graham Bond, brytyjski wokalista, saksofonista altowy i organista jazzowy, bluesowy i rockowy (zm. 1974)
- 29 października
  - Ryszard Mieczysław Klisowski, polski kompozytor, skrzypek, teoretyk muzyki, pedagog muzyczny, poeta i publicysta (zm. 2024)
  - Michael Ponti, amerykański pianista klasyczny (zm. 2022)
- 30 października – Tony Cucchiara, włoski piosenkarz, dramaturg, kompozytor (zm. 2018)
- 31 października – Siergiej Bierezin, rosyjski kompozytor i śpiewak (zm. 2019)
- 1 listopada – Titiek Puspa, indonezyjska piosenkarka i aktorka (zm. 2025)
- 2 listopada – Earl Carroll, amerykański piosenkarz (zm. 2012)
- 6 listopada – Eugene Pitt, amerykański piosenkarz (zm. 2018)
- 10 listopada – Zdzisław Piernik, polski tubista-wirtuoz
- 11 listopada – Roger LaVern, brytyjski muzyk rockowy, pianista grupy The Tornados (zm. 2013)
- 13 listopada – Tabu Ley Rochereau, kongijski muzyk ludowy (zm. 2013)
- 15 listopada – Little Willie John, amerykański piosenkarz rockowy (zm. 1968)
- 20 listopada – René Kollo, właśc. René Kollodzieyski, niemiecki śpiewak operowy (tenor)
- 22 listopada
  - Edward Hulewicz, polski piosenkarz estradowy, kompozytor, autor tekstów, dziennikarz muzyczny (zm. 2022)
  - Nikołaj Kapustin, ukraiński kompozytor jazzowy i pianista (zm. 2020)
- 24 listopada – Freddie Fingers Lee, brytyjski piosenkarz i gitarzysta rockowy (zm. 2014)
- 26 listopada
  - Bob Babbitt, amerykański muzyk sesyjny, basista grupy Funk Brothers (zm. 2012)
  - Andrzej Zieliński, polski muzyk, wiolonczelista, nauczyciel akademicki, były minister kultury i dziedzictwa narodowego
- 29 listopada – John Brecknock, angielski śpiewak operowy (tenor) (zm. 2017)
- 30 listopada
  - Eduard Artiemjew, rosyjski kompozytor muzyki filmowej (zm. 2022)
  - Frank Ifield, brytyjski piosenkarz country (zm. 2024)
  - Luther Ingram, amerykański piosenkarz i producent związany z gatunkiem muzyki R&B (zm. 2007)
- 1 grudnia – Gordon Crosse, angielski kompozytor (zm. 2021)
- 2 grudnia – Katherine Hoover, amerykańska kompozytorka i flecistka (zm. 2018)
- 3 grudnia – Nikolaus Wiplinger, austriacki pianista i pedagog (zm. 2018)
- 4 grudnia – Sylwester Matczak, polski pedagog, organista i dyrygent (zm. 2023)
- 10 grudnia – Don Sebesky, amerykański kompozytor, aranżer, dyrygent, puzonista jazzowy, multiinstrumentalista (zm. 2023)
- 11 grudnia
  - Beegie Adair, amerykańska pianistka jazzowa (zm. 2022)
  - Zenon Bester, polski śpiewak operowy i musicalowy (bas-baryton) (zm. 2012)
- 12 grudnia
  - Roberto Benzi, francuski dyrygent
  - Connie Francis, właśc. Concetta Rosa Maria Franconero, amerykańska piosenkarka pop, kompozytorka, aktorka, artystka estradowa i wydawca (zm. 2025)
  - Philip Ledger, brytyjski dyrygent, organista, kompozytor (zm. 2012)
- 16 grudnia
  - Joe Farrell, amerykański saksofonista i flecista jazzowy (zm. 1986)
  - Jim Glaser, amerykański muzyk country (zm. 2019)
- 17 grudnia – Art Neville, amerykański muzyk soul, funk i R&B (zm. 2019)
- 19 grudnia
  - Osvaldas Balakauskas, litewski kompozytor
  - Miłczo Lewiew, bułgarski pianista oraz kompozytor jazzowy (zm. 2019)
- 23 grudnia – Jimmy Van Eaton, amerykański perkusista rock ‘n’ rollowy, piosenkarz, producent nagrań (zm. 2024)
- 24 grudnia – Bernt Rosengren, szwedzki saksofonista jazzowy (zm. 2023)
- 26 grudnia – Teresa Kubiak, polska śpiewaczka (sopran)
- 27 grudnia – Adnan Szachbułatow, czeczeński kompozytor i muzyk (zm. 1992)

Data dzienna nieznana
- Errol Dixon, brytyjski wokalista i pianista bluesowy pochodzenia jamajskiego (zm. 2023)

## Zmarli
- 5 stycznia – Zofia Brajnin, polska i niemiecka śpiewaczka operowa (sopran dramatyczny) (ur. 1861)
- 17 stycznia – Philipp Gretscher, niemiecki kompozytor, dyrygent chóralny i nauczyciel śpiewu (ur. 1859)
- 18 stycznia – Halina Krzyżanowska, polska i francuska pianistka i kompozytorka (ur. 1867)
- 14 lutego – Erkki Melartin, fiński kompozytor (ur. 1875)
- 12 marca
  - Jenő Hubay, węgierski skrzypek i kompozytor (ur. 1858)
  - Charles-Marie Widor, francuski organista, kompozytor i nauczyciel akademicki (ur. 1844)
- 18 marca – Mel Bonis, francuska kompozytorka (ur. 1858)
- 19 marca – Bolesław Raczyński, polski kompozytor i pedagog muzyczny (ur. 1879)
- 28 marca – Josef Klička, czeski kompozytor, organista i dyrygent (ur. 1855)
- 29 marca – Karol Szymanowski, polski kompozytor, pianista, pedagog i krytyk muzyczny (ur. 1882)
- 8 kwietnia – Arthur Foote, amerykański kompozytor muzyki klasycznej (ur. 1853)
- 3 maja – Zygmunt Urbanyi, polski pedagog, skrzypek, dyrygent i kompozytor (ur. 1872)
- 4 maja – Noel Rosa, brazylijski autor tekstów, wokalista i mandolinista (ur. 1910)
- 2 czerwca – Louis Vierne, francuski organista i kompozytor (ur. 1870)
- 11 lipca – George Gershwin, amerykański kompozytor i pianista (ur. 1898)
- 17 lipca – Gabriel Pierné, francuski kompozytor, dyrygent i organista (ur. 1863)
- 18 sierpnia – Irakli Dżabadari, gruziński kompozytor i pianista (ur. 1891)
- 21 sierpnia – Bolesław Przybyszewski, polski muzykolog i pedagog (ur. 1892)
- 23 sierpnia – Albert Roussel, francuski kompozytor (ur. 1869)
- 6 września – Henry Kimball Hadley, amerykański kompozytor i dyrygent (ur. 1871)
- 26 września – Bessie Smith, amerykańska pieśniarka bluesowa (ur. 1894)
- 9 października – August de Boeck, flamandzki kompozytor, organista i pedagog muzyczny (ur. 1865)
- 22 października – Frank Damrosch, niemiecko-amerykański dyrygent i pedagog (ur. 1859)
- 11 listopada – Jerzy Gablenz, polski muzyk i kompozytor (ur. 1888)
- 21 grudnia – Meliton Balancziwadze, gruziński kompozytor (ur. 1862)
- 28 grudnia – Maurice Ravel, francuski kompozytor i pianista (ur. 1875)

Data dzienna nieznana
- Franciszek Walczyński, polski ksiądz katolicki, pedagog, kompozytor (ur. 1852)

## Albumy
- polskie
- zagraniczne
  - Nothing but the Blues: Cross Road Blues – Robert Johnson

## Muzyka poważna
- III Międzynarodowy Konkurs Pianistyczny im. Fryderyka Chopina

### Opera
- Alban Berg – Lulu
- Jacques Ibert – Gonzaque

## Musicale
- 17 września – odbyła się premiera filmu Double or Nothing w reżyserii Theodore’a Reeda.

## Film muzyczny
- 23 marca – odbyła się premiera filmu Waikiki Wedding reżyserii Franka Tuttle’a.